# Bettencourt-Rivière
Bettencourt-Rivière är en kommun i departementet Somme i regionen Hauts-de-France i norra Frankrike. Kommunen ligger i kantonen Molliens-Dreuil som tillhör arrondissementet Amiens. År 2022 hade Bettencourt-Rivière 215 invånare.

## Befolkningsutveckling
Antalet invånare i kommunen Bettencourt-Rivière
| Referens: INSEE |